# Richard Rahl
Richard Rahl, noto anche come Richard Cypher e il Cercatore della Verità, è il protagonista della serie fantasy de La spada della verità, dello scrittore statunitense Terry Goodkind (1948 - 2020).

## Descrizione
All'inizio della serie, Richard è presentato come un giovane di 25 anni circa, alto, forte e snello, con i capelli chiari e gli occhi grigi. I suoi tratti fisici sono tipici per i membri di casa Rahl. Caratterialmente è una persona mite, ma reagisce con durezza a qualsiasi aggressione ai diritti alla vita ed alla libertà. La sua intelligenza ed integrità sono le qualità per le quali il Primo Mago Zeddicus Zu'l Zorander lo nomina Cercatore della Verità, affidandogli la magica Spada della Verità. Questa, quando viene maneggiata, provoca a Richard una sorta di collera, che gli consente di combattere le ingiustizie senza provare pietà. Il Cercatore comunque non viene mai sopraffatto da questo potere, mantenendo la lucidità mentale.
I poteri ereditati dalle famiglie dei suoi genitori (i Rahl e gli Zorander), nonché la sua natura di "mago guerriero" (una persona capace di usare sia la Magia Aggiuntiva che quella Detrattiva), rendono inoltre Richard potenzialmente uno dei più grandi maghi di sempre. Tuttavia, non essendo stato debitamente istruito nel loro utilizzo, per gran parte della serie dovrà di volta in volta imparare a conoscerli da solo. A ciò si aggiunge che Richard prova avversione contro la magia, ritenendola la fonte di tutti i suoi guai.

## Nei romanzi
Come emerge nel corso della serie, la venuta al mondo di Richard è stata preparata tremila anni prima, al termine della Grande Guerra dei Maghi, dal Primo Mago Baraccus, grazie ai poteri racchiusi nel Tempio dei Venti. Richard si ritrova quindi ad essere il punto di incontro di numerose profezie, che descrivono le imprese che è destinato a compiere. In particolare, per il popolo dei Baka Ban Mana è il Caharin, per le Sorelle della Luce è il Portatore di morte (in alto d'hariano, "Fuer grissa ost drauka") e il Sasso nello stagno. Soprattutto la Priora delle Sorelle della Luce, Annalina Aldurren, studiando le suddette profezie per secoli, ha influenzato attivamente il decorso degli eventi, inclusa la nascita e la vita di Richard, per farle avverare secondo il senso che riteneva migliore. Richard stesso per contro si mostrerà sempre diffidente contro le profezie, ritenendo assurdo che gli uomini si lascino influenzare da esse nelle proprie scelte.
Richard nasce da uno stupro commesso dal mago Darken Rahl, Maestro del D'Hara, sulla figlia del Primo Mago Zeddicus Zu'l Zorander. La donna si sposa poi con un uomo di nome George Cypher, già padre di un bambino di nome Michael, e si trasferisce con lui ad Hartland, nei Territori dell'Ovest. Il Primo Mago li raggiunge successivamente, ma assume l'identità di un vecchio eccentrico, che Richard, che crescendo diventa suo grande amico, chiama familiarmente Zedd. Dei propri legami famigliari con Zedd e con Casa Rahl Richard viene a sapere solo da adulto. La madre di Richard muore in un incendio scoppiato nel corso di una lite tra George Cypher ed uno sconosciuto, quando Richard è ancora molto giovane, esperienza che per lungo tempo lo induce a reprimere sentimenti di rabbia. Crescendo, diventa una guida dei boschi.

### Saga di Darken Rahl
La vita di Richard cambia radicalmente quando, al principio della serie, si imbatte in un'enigmatica donna proveniente dalle Terre Centrali, che aiuta a difendersi da dei soldati che la inseguono. La donna si presenta come Kahlan Amnell, Madre Depositaria, venuta nei Territori dell'Ovest per cercare il Primo Mago e convincerlo a nominare un "Cercatore della Verità", un guerriero equipaggiato con un'arma magica, la Spada della Verità, affinché difenda le Terre Centrali da Darken Rahl. La scelta del Primo Mago, ovvero Zedd, cade proprio su Richard. I tre partono quindi incontro alla prima di una lunga serie di avventure.
Richard viene fatto prigioniero da Denna, una Mord-Sith al servizio di Darken Rahl, che lo tortura per costringerlo a rivelare dove si trova l'ultima delle tre scatole dell'Orden, oggetti magici che consentirebbero a Rahl di controllare la vita sulla terra. L'esperienza lo lascia profondamente traumatizzato. Riesce cionondimeno con uno stratagemma ad ingannare Rahl, inducendolo a commettere un errore durante il rito per invocare il potere dell'Orden e facendolo precipitare nel mondo sotterraneo.
Richard e Kahlan ben presto si innamorano tra loro, ma la loro relazione si rivela fin dall'inizio estremamente tormentata. La Depositaria, infatti, a causa di un potere magico a lei innato, la Confessione, non può avere rapporti intimi con qualcuno, senza rischiare di privarlo completamente della propria volontà e personalità. Richard viene invero involontariamente confessato proprio alla fine del primo episodio, ma emergerà che il profondo amore che prova per Kahlan lo rende immune. I due, dopo aver entrambi dovuto sposare altre persone per esaudire una richiesta degli spiriti, rimasti vedovi, riescono a sposarsi al termine de Il tempio dei venti.
A partire dal secondo episodio, Richard, che poco a poco viene a sapere della verità sul proprio retaggio, dovrà iniziare a confrontarsi con i poteri ad esso collegati, che lo rendono molto potente e pericoloso. Così viene forzato dalle Sorelle della Luce a seguirle come prigioniero al Palazzo dei Profeti, a studiare la magia. Venuto però a sapere che l'addestramento dura interi secoli, giacché la magia del Palazzo rallenta notevolmente l'invecchiamento dei suoi abitanti, Richard si risolve di evadere. Aggredito da una Sorella dell'Oscurità, Richard riesce a fuggire e a raggiungere il Palazzo del Popolo, ove fronteggia lo spirito di Darken Rahl ed il suo padrone, il Guardiano del mondo sotterraneo, che era a capo di una più ampia cospirazione, atta ad inghiottire il mondo dei vivi. Richard li bandisce entrambi con la pietra delle lacrime.

### Saga dell'Ordine Imperiale
Fuggendo dal Palazzo dei Profeti, Richard con un incantesimo ha provocato il crollo della barriera eretta tra il Vecchio ed il Nuovo Mondo tremila anni prima. Ciò permette ad un nuovo nemico, l'Ordine Imperiale, di invadere le Terre Centrali, devastando, massacrando e riducendo in schiavitù tutti i popoli sul proprio cammino. L'Ordine Imperiale è guidato dall'imperatore Jagang e mira alla conquista del mondo. Per fronteggiarlo, nel terzo episodio, Richard assume il titolo di lord Rahl, ereditato dal padre, e impone ai regni delle Terre Centrali di aderire all'Impero d'hariano. Al titolo di lord Rahl è legato un antico incantesimo, che rende chi gli giura fedeltà immune ai poteri dei tiranni dei sogni, individui capaci di entrare nella mente delle persone, dei quali Jagang è l'ultimo rappresentante.
Nel quarto episodio, Richard, per porre fine ad un'epidemia scatenata da Jagang, accede al Tempio dei Venti e si impossessa di conoscenze magiche ormai dimenticate da secoli. Superata questa crisi, le forze a disposizione dell'Impero d'hariano risultano cionondimeno insufficienti a frenare l'avanzata dell'Ordine Imperiale. Richard e Kahlan devono incassare diversi contraccolpi anche sul piano personale, in particolare quando, nel quinto episodio, la Madre Depositaria subisce un'aggressione e perde il bambino che porta in grembo. Poco dopo Nicci, un'incantatrice schiava di Jagang, sequestra Richard e lo costringe a vivere con lei nel Vecchio Mondo, sottomettendosi al regime dell'Ordine Imperiale. Richard erige una statua incantata chiamata Vita e la espone all'ingresso del palazzo dell'imperatore. La statua celebra i valori della vita e della libertà e ispira quindi una rivolta della popolazione, cui aderisce la stessa Nicci, resasi conto di essere innamorata del Cercatore. Riunitosi con Kahlan, Richard fa ritorno nel Nuovo Mondo.

### Trilogia della Catena di fuoco
Risvegliatosi da un profondo sonno, Richard non trova più la moglie Kahlan accanto a sé ed i suoi compagni sostengono di non averla mai vista né conosciuta. Tutte le ricerche si rivelano infruttuose, tanto che Richard arriva a dubitare della propria sanità mentale e ad accarezzare l'idea del suicidio. Barattata la Spada della Verità per un consiglio della strega Shota, Richard riesce a scoprire che la causa di tutto è un sortilegio chiamato "catena di fuoco", invocato dalle Sorelle dell'Oscurità per rapire la Madre Depositaria ed utilizzarla per rubare e usare le scatole dell'Orden. Ma a seguito di diversi rovesci, le Sorelle dell'Oscurità, Kahlan e le scatole dell'Orden finiscono nelle mani dell'imperatore Jagang. Lo stesso Richard viene fatto prigioniero e, non riconosciuto, viene costretto ad entrare in una squadra di Ja'La dh Jin, un violento sport cui è appassionato l'imperatore. Durante la finale del torneo, Richard ha l'occasione di attentare alla vita di Jagang, ma senza successo, riuscendo poi però a fuggire e a riunirsi di nuovo a Kahlan.
Essendo frattanto l'Ordine Imperiale arrivato ad assediare il Palazzo del Popolo, Jagang offre a Richard di risparmiare la vita della popolazione, in cambio di avere immediato accesso al Giardino della Vita nel palazzo di Darken Rahl e potervi celebrare il rito dell'Orden. Impone inoltre la riconsegna di Nicci e l'esecuzione di lord Rahl. Giacché in caso di rifiuto Jagang minaccia di celebrare comunque il rito dell'Orden, anche a rischio di mettere a repentaglio l'esistenza stessa della vita, Richard accetta l'offerta. Ma Jagang viene colto di sorpresa da Nicci e ucciso. Inoltre il rito dell'Orden fallisce, in quanto né lui né le Sorelle dell'Oscurità avevano compreso diversi avvertimenti e indizi contenuti nei testi che descrivono come utilizzare le scatole dell'Orden. Richard stesso subentra quindi a celebrare correttamente il rito e utilizza le scatole dell'Orden per creare un mondo parallelo, del tutto privo di magia, in cui bandisce i seguaci dell'Ordine Imperiale. Elimina inoltre la catena di fuoco, sicché Kahlan si ricorda del proprio passato e ritorna al suo fianco. La saga si chiude con il matrimonio tra Cara Mason, la più devota delle Mord-Sith, ed il generale d'hariano Benjamin Meiffert.

### Serie di Richard e Kahlan
I festeggiamenti per il matrimonio di Cara e Benjamin Meiffert vengono turbati dai sinistri avvertimenti lanciati dalla macchina del presagio, un misterioso ordigno rinvenuto nei sotterranei del Palazzo del Popolo. Un primo pericolo si palesa in Jit, una fattucchiera che abita nelle Terre oscure, a nord del D'Hara. Richard riesce a sconfiggere Jit, ma dallo scontro ricava un "tocco della morte", che minaccia di ucciderlo in breve tempo. Alla ricerca di un rimedio, Richard e Kahlan raggiungono il villaggio di Stroyza, dove si rivolgono alla giovane incantatrice Samantha. Stroyza si trova a guardia di un vallo, che protegge il D'Hara dal Terzo Regno, un luogo dove il mondo dei vivi e quello dei morti si incontrano. Richard cade quindi nelle mani del vescovo Hannis Arc, un vassallo traditore, che usa il suo sangue per riportare in vita Sulachan, l'imperatore del Vecchio Mondo durante la Grande Guerra dei Maghi. Arc e Sulachan, a capo di un'orda di uomini privati dell'anima, invadono il D'Hara. Nel corso della ritirata, Zedd viene ucciso da una traditrice, Irena, poi a sua volta uccisa da Richard. Ciò provoca la vendetta di Samantha, figlia di Irena, che colpisce a morte Kahlan. Richard, a sua volta ferito e debilitato, supplica Nicci di usare i suoi poteri per ucciderlo e salvare così la vita di Kahlan, e l'incantatrice a malincuore lo accontenta.
Nell'ultimo episodio del ciclo, Kahlan e Nicci riescono a riportare in vita Richard, benché ciò richieda il sacrificio di Cara. Richard, riuscito frattanto a comprendere il funzionamento della macchina del presagio e che essa in verità sia sempre stata uno strumento del mondo sotterraneo, elimina con un urlo della morte Sulachan e poi restituisce l'anima ai suoi schiavi, che tornano umani. La macchina del presagio viene spedita nel mondo sotterraneo, liberando il mondo dei vivi dalla magia legata alle profezie. Hannis Arc viene ucciso da una Mord-Sith di nome Vika, che Richard per gratitudine accetta come guardia del corpo al posto della defunta Cara. Sventata anche questa minaccia, Richard annuncia a Kahlan l'inizio di un'età d'oro.

### I figli del D'Hara
I Glee, una razza aliena proveniente da un altro mondo, invadono il D'Hara attraverso un portale magico, per volontà della loro sovrana, la Dea Dorata. Mentre Richard parte ad affrontarli, sua moglie Kahlan scopre di essere incinta di lui di due gemelli, un maschio e una femmina, che verranno chiamati Zeddicus Rahl e Cara Amnell, in onore dei più cari amici dei genitori. La loro nascita però attira sul piano anche la strega Shota, che aveva giurato di eliminare un possibile figlio maschio di Kahlan, ritenendolo un pericolo troppo grave per il mondo. Verrà fuori invece che il suo vero scopo sia utilizzarlo per raggiungere lei stessa il potere. Richard e Kahlan devono quindi battersi anche contro di lei.

### La legge dei nove
In La legge dei nove, ambientato nel Nebraska dei primi 2000, appare un personaggio di nome Jax Amnell. Si tratta presumibilmente di una lontana discendente di Richard e Kahlan.

## Albero genealogico di Richard Rahl
|  |  |                |                |                |                |                |                |            |            |                        |                        |                        |                        |                        |                        |                  |                  |                  |                  |        |        |               |               |               |               | Alric Rahl    |               |             |             |               |               |               |               |               |               |  |  |             |             |             |             |             |             |  |  |          |          |          |          |          |          |  |  |              |              |              |              |                |                |                |                |                |                |     |     |     |     |  |  |  |  |  |  |  |  |  |  |  |  |  |  |  |  |  |  |  |  |  |  |
|  |  |                |                |                |                |                |                |            |            |                        |                        |                        |                        |                        |                        |                  |                  |                  |                  |        |        |               |               |               |               |               |               |             |             |               |               |               |               |               |               |  |  |             |             |             |             |             |             |  |  |          |          |          |          |          |          |  |  |              |              |              |              |                |                |                |                |                |                |     |     |     |     |  |  |  |  |  |  |  |  |  |  |  |  |  |  |  |  |  |  |  |  |  |  |
|  |  |                |                |                |                |                |                |            |            |                        |                        |                        |                        |                        |                        |                  |                  |                  |                  |        |        |               |               |               |               |               |               |             |             |               |               |               |               |               |               |  |  |             |             |             |             |             |             |  |  |          |          |          |          |          |          |  |  |              |              |              |              |                |                |                |                |                |                |     |     |     |     |  |  |  |  |  |  |  |  |  |  |  |  |  |  |  |  |  |  |  |  |  |  |
|  |  |                |                |                |                |                |                |            |            |                        |                        |                        |                        |                        |                        |                  |                  |                  |                  |        |        |               |               |               |               |               |               |             |             |               |               |               |               |               |               |  |  |             |             |             |             |             |             |  |  |          |          |          |          |          |          |  |  |              |              |              |              |                |                |                |                |                |                |     |     |     |     |  |  |  |  |  |  |  |  |  |  |  |  |  |  |  |  |  |  |  |  |  |  |
|  |  |                |                |                |                |                |                |            |            |                        |                        |                        |                        |                        |                        |                  |                  |                  |                  |        |        |               |               |               |               | Nathan Rahl   |               |             |             |               |               |               |               |               |               |  |  |             |             |             |             |             |             |  |  |          |          |          |          |          |          |  |  |              |              |              |              |                |                |                |                |                |                |     |     |     |     |  |  |  |  |  |  |  |  |  |  |  |  |  |  |  |  |  |  |  |  |  |  |
|  |  |                |                |                |                |                |                |            |            |                        |                        |                        |                        |                        |                        |                  |                  |                  |                  |        |        |               |               |               |               |               |               |             |             |               |               |               |               |               |               |  |  |             |             |             |             |             |             |  |  |          |          |          |          |          |          |  |  |              |              |              |              |                |                |                |                |                |                |     |     |     |     |  |  |  |  |  |  |  |  |  |  |  |  |  |  |  |  |  |  |  |  |  |  |
|  |  |                |                |                |                |                |                |            |            |                        |                        |                        |                        |                        |                        |                  |                  |                  |                  |        |        |               |               |               |               |               |               |             |             |               |               |               |               |               |               |  |  |             |             |             |             |             |             |  |  |          |          |          |          |          |          |  |  |              |              |              |              |                |                |                |                |                |                |     |     |     |     |  |  |  |  |  |  |  |  |  |  |  |  |  |  |  |  |  |  |  |  |  |  |
|  |  |                |                |                |                |                |                |            |            |                        |                        |                        |                        |                        |                        |                  |                  |                  |                  |        |        |               |               |               |               |               |               |             |             |               |               |               |               |               |               |  |  |             |             |             |             |             |             |  |  |          |          |          |          |          |          |  |  |              |              |              |              |                |                |                |                |                |                |     |     |     |     |  |  |  |  |  |  |  |  |  |  |  |  |  |  |  |  |  |  |  |  |  |  |
|  |  |                |                |                |                |                |                |            |            | Zeddicus Zu'l Zorander | Zeddicus Zu'l Zorander | Zeddicus Zu'l Zorander | Zeddicus Zu'l Zorander | Zeddicus Zu'l Zorander | Zeddicus Zu'l Zorander |                  |                  | Erilyn           | Erilyn           | Erilyn | Erilyn | Erilyn        | Erilyn        |               |               | Panis Rahl    | Panis Rahl    | Panis Rahl  | Panis Rahl  | Panis Rahl    | Panis Rahl    |               |               |               |               |  |  |             |             |             |             |             |             |  |  |          |          |          |          |          |          |  |  |              |              |              |              |                |                |                |                |                |                |     |     |     |     |  |  |  |  |  |  |  |  |  |  |  |  |  |  |  |  |  |  |  |  |  |  |
|  |  |                |                |                |                |                |                |            |            | Zeddicus Zu'l Zorander | Zeddicus Zu'l Zorander | Zeddicus Zu'l Zorander | Zeddicus Zu'l Zorander | Zeddicus Zu'l Zorander | Zeddicus Zu'l Zorander |                  |                  | Erilyn           | Erilyn           | Erilyn | Erilyn | Erilyn        | Erilyn        |               |               | Panis Rahl    | Panis Rahl    | Panis Rahl  | Panis Rahl  | Panis Rahl    | Panis Rahl    |               |               |               |               |  |  |             |             |             |             |             |             |  |  |          |          |          |          |          |          |  |  |              |              |              |              |                |                |                |                |                |                |     |     |     |     |  |  |  |  |  |  |  |  |  |  |  |  |  |  |  |  |  |  |  |  |  |  |
|  |  |                |                |                |                |                |                |            |            |                        |                        |                        |                        |                        |                        |                  |                  |                  |                  |        |        |               |               |               |               |               |               |             |             |               |               |               |               |               |               |  |  |             |             |             |             |             |             |  |  |          |          |          |          |          |          |  |  |              |              |              |              |                |                |                |                |                |                |     |     |     |     |  |  |  |  |  |  |  |  |  |  |  |  |  |  |  |  |  |  |  |  |  |  |
|  |  | George Cypher  | George Cypher  | George Cypher  | George Cypher  | George Cypher  | George Cypher  |            |            |                        |                        |                        |                        | Madre di Richard       | Madre di Richard       | Madre di Richard | Madre di Richard | Madre di Richard | Madre di Richard |        |        |               |               |               |               | Darken Rahl   | Darken Rahl   | Darken Rahl | Darken Rahl | Darken Rahl   | Darken Rahl   |               |               |               |               |  |  |             |             |             |             |             |             |  |  |          |          |          |          |          |          |  |  |              |              |              |              |                |                |                |                |                |                |     |     |     |     |  |  |  |  |  |  |  |  |  |  |  |  |  |  |  |  |  |  |  |  |  |  |
|  |  | George Cypher  | George Cypher  | George Cypher  | George Cypher  | George Cypher  | George Cypher  |            |            |                        |                        |                        |                        | Madre di Richard       | Madre di Richard       | Madre di Richard | Madre di Richard | Madre di Richard | Madre di Richard |        |        |               |               |               |               | Darken Rahl   | Darken Rahl   | Darken Rahl | Darken Rahl | Darken Rahl   | Darken Rahl   |               |               |               |               |  |  |             |             |             |             |             |             |  |  |          |          |          |          |          |          |  |  |              |              |              |              |                |                |                |                |                |                |     |     |     |     |  |  |  |  |  |  |  |  |  |  |  |  |  |  |  |  |  |  |  |  |  |  |
|  |  |                |                |                |                |                |                |            |            |                        |                        |                        |                        |                        |                        |                  |                  |                  |                  |        |        |               |               |               |               |               |               |             |             |               |               |               |               |               |               |  |  |             |             |             |             |             |             |  |  |          |          |          |          |          |          |  |  |              |              |              |              |                |                |                |                |                |                |     |     |     |     |  |  |  |  |  |  |  |  |  |  |  |  |  |  |  |  |  |  |  |  |  |  |
|  |  |                |                |                |                |                |                |            |            |                        |                        |                        |                        |                        |                        |                  |                  |                  |                  |        |        |               |               |               |               |               |               |             |             |               |               |               |               |               |               |  |  |             |             |             |             |             |             |  |  |          |          |          |          |          |          |  |  |              |              |              |              |                |                |                |                |                |                |     |     |     |     |  |  |  |  |  |  |  |  |  |  |  |  |  |  |  |  |  |  |  |  |  |  |
|  |  |                |                |                |                |                |                | Du Chaillu | Du Chaillu | Du Chaillu             | Du Chaillu             | Du Chaillu             | Du Chaillu             |                        |                        |                  |                  |                  |                  |        |        |               |               |               |               |               |               |             |             |               |               |               |               |               |               |  |  | Drefan Rahl | Drefan Rahl | Drefan Rahl | Drefan Rahl | Drefan Rahl | Drefan Rahl |  |  | Oba Rahl | Oba Rahl | Oba Rahl | Oba Rahl | Oba Rahl | Oba Rahl |  |  | Jennsen Rahl | Jennsen Rahl | Jennsen Rahl | Jennsen Rahl | Jennsen Rahl   | Jennsen Rahl   |                |                | Tom            | Tom            | Tom | Tom | Tom | Tom |  |  |  |  |  |  |  |  |  |  |  |  |  |  |  |  |  |  |  |  |  |  |
|  |  |                |                |                |                |                |                | Du Chaillu | Du Chaillu | Du Chaillu             | Du Chaillu             | Du Chaillu             | Du Chaillu             |                        |                        |                  |                  |                  |                  |        |        |               |               |               |               |               |               |             |             |               |               |               |               |               |               |  |  | Drefan Rahl | Drefan Rahl | Drefan Rahl | Drefan Rahl | Drefan Rahl | Drefan Rahl |  |  | Oba Rahl | Oba Rahl | Oba Rahl | Oba Rahl | Oba Rahl | Oba Rahl |  |  | Jennsen Rahl | Jennsen Rahl | Jennsen Rahl | Jennsen Rahl | Jennsen Rahl   | Jennsen Rahl   |                |                | Tom            | Tom            | Tom | Tom | Tom | Tom |  |  |  |  |  |  |  |  |  |  |  |  |  |  |  |  |  |  |  |  |  |  |
|  |  | Michael Cypher | Michael Cypher | Michael Cypher | Michael Cypher | Michael Cypher | Michael Cypher |            |            |                        |                        |                        |                        | Nadine Brighton        | Nadine Brighton        | Nadine Brighton  | Nadine Brighton  | Nadine Brighton  | Nadine Brighton  |        |        | Richard Rahl  | Richard Rahl  | Richard Rahl  | Richard Rahl  | Richard Rahl  | Richard Rahl  |             |             | Kahlan Amnell | Kahlan Amnell | Kahlan Amnell | Kahlan Amnell | Kahlan Amnell | Kahlan Amnell |  |  |             |             |             |             |             |             |  |  |          |          |          |          |          |          |  |  |              |              |              |              |                |                |                |                |                |                |     |     |     |     |  |  |  |  |  |  |  |  |  |  |  |  |  |  |  |  |  |  |  |  |  |  |
|  |  | Michael Cypher | Michael Cypher | Michael Cypher | Michael Cypher | Michael Cypher | Michael Cypher |            |            |                        |                        |                        |                        | Nadine Brighton        | Nadine Brighton        | Nadine Brighton  | Nadine Brighton  | Nadine Brighton  | Nadine Brighton  |        |        | Richard Rahl  | Richard Rahl  | Richard Rahl  | Richard Rahl  | Richard Rahl  | Richard Rahl  |             |             | Kahlan Amnell | Kahlan Amnell | Kahlan Amnell | Kahlan Amnell | Kahlan Amnell | Kahlan Amnell |  |  |             |             |             |             |             |             |  |  |          |          |          |          |          |          |  |  |              |              |              |              |                |                |                |                |                |                |     |     |     |     |  |  |  |  |  |  |  |  |  |  |  |  |  |  |  |  |  |  |  |  |  |  |
|  |  |                |                |                |                |                |                |            |            |                        |                        |                        |                        |                        |                        |                  |                  |                  |                  |        |        |               |               |               |               |               |               |             |             |               |               |               |               |               |               |  |  |             |             |             |             |             |             |  |  |          |          |          |          |          |          |  |  |              |              |              |              |                |                |                |                |                |                |     |     |     |     |  |  |  |  |  |  |  |  |  |  |  |  |  |  |  |  |  |  |  |  |  |  |
|  |  |                |                |                |                |                |                |            |            |                        |                        |                        |                        |                        |                        |                  |                  |                  |                  |        |        |               |               |               |               |               |               |             |             |               |               |               |               |               |               |  |  |             |             |             |             |             |             |  |  |          |          |          |          |          |          |  |  |              |              |              |              |                |                |                |                |                |                |     |     |     |     |  |  |  |  |  |  |  |  |  |  |  |  |  |  |  |  |  |  |  |  |  |  |
|  |  |                |                |                |                |                |                | Cara       | Cara       | Cara                   | Cara                   | Cara                   | Cara                   |                        |                        |                  |                  |                  |                  |        |        | Zeddicus Rahl | Zeddicus Rahl | Zeddicus Rahl | Zeddicus Rahl | Zeddicus Rahl | Zeddicus Rahl |             |             | Cara Amnell   | Cara Amnell   | Cara Amnell   | Cara Amnell   | Cara Amnell   | Cara Amnell   |  |  |             |             |             |             |             |             |  |  |          |          |          |          |          |          |  |  |              |              |              |              | Benjamin Rahl  | Benjamin Rahl  | Benjamin Rahl  | Benjamin Rahl  | Benjamin Rahl  | Benjamin Rahl  |     |     |     |     |  |  |  |  |  |  |  |  |  |  |  |  |  |  |  |  |  |  |  |  |  |  |
|  |  |                |                |                |                |                |                | Cara       | Cara       | Cara                   | Cara                   | Cara                   | Cara                   |                        |                        |                  |                  |                  |                  |        |        | Zeddicus Rahl | Zeddicus Rahl | Zeddicus Rahl | Zeddicus Rahl | Zeddicus Rahl | Zeddicus Rahl |             |             | Cara Amnell   | Cara Amnell   | Cara Amnell   | Cara Amnell   | Cara Amnell   | Cara Amnell   |  |  |             |             |             |             |             |             |  |  |          |          |          |          |          |          |  |  |              |              |              |              | Benjamin Rahl  | Benjamin Rahl  | Benjamin Rahl  | Benjamin Rahl  | Benjamin Rahl  | Benjamin Rahl  |     |     |     |     |  |  |  |  |  |  |  |  |  |  |  |  |  |  |  |  |  |  |  |  |  |  |
|  |  |                |                |                |                |                |                |            |            |                        |                        |                        |                        |                        |                        |                  |                  |                  |                  |        |        |               |               |               |               |               |               |             |             |               |               |               |               |               |               |  |  |             |             |             |             |             |             |  |  |          |          |          |          |          |          |  |  |              |              |              |              | Helen Rahl     |                |                |                |                |                |     |     |     |     |  |  |  |  |  |  |  |  |  |  |  |  |  |  |  |  |  |  |  |  |  |  |
|  |  |                |                |                |                |                |                |            |            |                        |                        |                        |                        |                        |                        |                  |                  |                  |                  |        |        |               |               |               |               |               |               |             |             |               |               |               |               |               |               |  |  |             |             |             |             |             |             |  |  |          |          |          |          |          |          |  |  |              |              |              |              |                |                |                |                |                |                |     |     |     |     |  |  |  |  |  |  |  |  |  |  |  |  |  |  |  |  |  |  |  |  |  |  |
|  |  |                |                |                |                |                |                |            |            |                        |                        |                        |                        |                        |                        |                  |                  |                  |                  |        |        |               |               |               |               |               |               |             |             | Jax Amnell    | Jax Amnell    | Jax Amnell    | Jax Amnell    | Jax Amnell    | Jax Amnell    |  |  |             |             |             |             |             |             |  |  |          |          |          |          |          |          |  |  |              |              |              |              | Alexander Rahl | Alexander Rahl | Alexander Rahl | Alexander Rahl | Alexander Rahl | Alexander Rahl |     |     |     |     |  |  |  |  |  |  |  |  |  |  |  |  |  |  |  |  |  |  |  |  |  |  |

## Differenze nell'adattamento televisivo
Da La spada della verità è stata tratta un'omonima serie televisiva di due stagioni (2008 - 2010). Qui Richard Rahl è interpretato dall'attore australiano Craig Horner.
La serie televisiva si basa principalmente sui primi due romanzi della serie letteraria, si prende però diverse libertà rispetto ad essi. Richard diverge dalla sua controparte cartacea nell'aspetto, avendo i capelli e gli occhi più scuri, e soprattutto nella storia delle sue origini. Infatti in questa versione è figlio di Panis Rahl e quindi fratello germano di Jennsen Rahl e fratello per la sola parte paterna di Darken Rahl.
Per la serie, inoltre, una profezia vuole che Richard diventi Cercatore della Verità ed abbatta Darken Rahl. Per scongiurarla, Rahl fa eliminare tutti i bambini del luogo d'origine di Richard, un villaggio di nome Brennidon, e successivamente, saputo che Richard è sopravvissuto, fa invadere le Terre Centrali e i Territori dell'Ovest. Ed è ancora questa profezia che convince Zedd a nominare Richard Cercatore della Verità. Nei romanzi invece questa profezia non esiste e Darken Rahl non considera il Cercatore della Verità una seria minaccia al suo potere.
Nella seconda stagione, similmente a quanto accade in La pietra delle lacrime, Richard viene convinto dalle Sorelle della Luce a seguirle al Palazzo dei Profeti, per imparare ad usare i suoi poteri magici. In questa versione però accetta l'invito spontaneamente, mentre nel romanzo viene di fatto costretto da Kahlan, persuasa che Richard altrimenti morirebbe. Inoltre nella serie, quando viene a sapere che le Sorelle della Luce intendono trattenerlo per i secoli a venire, accetta di cedere il proprio Han a Sorella Nicci, per poter quindi evadere dal Palazzo dei Profeti, mentre nel romanzo ciò non accade.